# Zischkaita serrana
Zischkaita serrana là một loài bọ cánh cứng trong họ Chrysomelidae. Loài này được Moura miêu tả khoa học năm 2003.